# Јесте ли за плес?
Јесте ли за плес? (енгл. Shall We Dance?) амерички је љубавни филм из 2004. године. Режију потписује Питер Челсом, док главне улоге тумаче Ричард Гир, Џенифер Лопез и Сузан Сарандон. Римејк је истоименог јапанског филма из 1996. године.

## Радња
Џон Кларк је средовечни адвокат. Воли своју породицу и супругу Беверли, али после двадесет година брака и бројних обавеза које обоје имају, осећа се неиспуњено.
Враћајући се кући једне вечери, примети лепу инстукторку плеса и постаје заинтересован, због њене лепоте и тужног изгледа. Не би ли је упознао, уписује се на часове плеса, иако му их не држи она. Посећујући плесни студио, Џон полако упознаје разне људе који се туда крећу, али и супруга почиње да сумња да је вара.

## Улоге
| Глумац            | Улога         |
| ----------------- | ------------- |
| Ричард Гир        | Џон Кларк     |
| Џенифер Лопез     | Полина        |
| Сузан Сарандон    | Беверли Кларк |
| Лиса Ен Волтер    | Боби          |
| Стенли Тучи       | Линк Питерсон |
| Анита Гилет       | Мици          |
| Боби Канавале     | Чик           |
| Омар Бенсон Милер | Верн          |
| Тамара Хоуп       | Џена Кларк    |
| Старк Сендс       | Еван Кларк    |
| Ричард Џенкинс    | Девин         |
| Ник Канон         | Скот          |